# Řád uznání
Řád uznání (francouzsky: Ordre national de la reconnaissance centrafricaine) je státní vyznamenání Středoafrické republiky. Založen byl roku 1962 a udílen je za vynikající služby státu. 

## Historie a pravidla udílení
Řád byl založen zákonem č. 62.133 ze dne 21. května 1962 a původně byl udílen ve dvou třídách. Později byl řád reformován po vzoru Řádu čestné legie. Udílen je za vynikající služby státu.

## Insignie
Řádový odznak má tvar stříbrné pěticípé hvězdy mezi jejímiž cípy jsou zlacené palmové listy. Uprostřed je kulatý stříbrný medailon se širokým zlaceným lemem s nápisem UNITE • DIGNITE • TRAVAIL. Uprostřed medailonu je stylizovaný květ. Zadní strana je hladká s centrálním medailonem. V pruhu při okraji medailonu je dole letopočet 1962 a nahoře nápis REPUBLIQUE CENTRAFRICAINE. Uprostřed medailonu je nápis RECONNAISSANCE. Velikost odznaku nižších tříd je 40 mm, odznak vyšších tříd je větší.
Řádová hvězda je osmicípá. Uprostřed ní je umístěn řádový odznak. Hvězda ve třídě velkodůstojníka je stříbrná, ve třídě velkokříže zlacená.
Stuha řádu z hedvábného moaré je světle modrá, široká 37 mm. Vlevo ve vzdálenosti 4 mm od okraje je 2 mm široký proužek červené a stejně široký proužek bílé barvy. Vpravo jsou 4 mm od okraje proužky o šířce 2 mm ve žluté a zelené barvě.

## Třídy
Řád je udílen v pěti třídách:
- velkokříž – Řádový odznak se nosí na široké stuze spadající z ramene na protilehlý bok. Řádová hvězda se nosí nalevo na hrudi.
- velkodůstojník – Řádový odznak se nosí na stuze na hrudi. Řádová hvězda se nosí napravo na hrudi.
- komtur – Řádová hvězda se nosí na stuze kolem krku. Řádová hvězda této třídě již nenáleží.
- důstojník – Řádový odznak se nosí zavěšený na stužce s rozetou nalevo na hrudi.
- rytíř – Řádový odznak se nosí zavěšený na stužce bez rozety nalevo na hrudi.

| Řádové stuhy | Řádové stuhy   | Řádové stuhy | Řádové stuhy | Řádové stuhy |
| ------------ | -------------- | ------------ | ------------ | ------------ |
| velkokříž    | velkodůstojník | komtur       | důstojník    | rytíř        |